# Никола Христов – Неговански
Вижте пояснителната страница за други личности с името Никола Христов.
Никола Христов, известен като Негованчето или Неговански, е български революционер, войвода на Вътрешната македонска революционна организация.

## Биография
Христов е роден в 1885 година в леринското село Негован, тогава в Османската империя, днес Фламбуро, Гърция. По произход е албанец християнин. Учи в българско училище. Започва работа с баща си, като ходи на гурбет в Гърция и Мала Азия.
По време на Илинденско-Преображенското въстание подпомага четата на Георги Попхристов с провизии. През пролетта на 1905 година турци, узнали, че подпомага комитите, му устройват засада, но той оцелява и става нелегален в четата на Илия Которкин. Заедно с него убива турчина разбойник Асан. Става началник на отделение в четата.
По време на Балканската война в 1912 година превежда гръцки войски от Сервия към Лерин.
След войната се включва в съпротивата срещу новия режим на терор над българското население, установен от гръцките власти в Егейска Македония. Гръцките власти се опитват да го арестуват и той бяга на сръбска територия. След като и сърбите се опитват да го арестуват, се присъединява към войводите Мице Чегански и Илия Которкин.
След Първата световна война е съратник на Тодор Александров и действа в родното си Леринско. В 1924 година участва в сражението при Смолари. Загива при сражение на четата на Борис Изворски с гръцки части край Хума на 17 септември 1927 година.
Вестник „Свобода или смърт“ пише за него:
| „ | ...той непрекѫснато броди изъ поробената родина. Много бѣ обичанъ отъ четницитѣ и селянитѣ за благия му характеръ и за юначеството му. Той не знаеше умора и покой, въпрѣки че страдаше отъ ревматизъмъ. Никой не го е виждалъ унилъ. | “ |

Негов син е Стоян Неговански (1909-1977), участник в Охрана и партизанското движение в Егейска Македония.